# Uliana Semiónova
Uliana Lariónovna Semiónova (letó:Uļjana Semjonova; rus: Ульяна Ларионовна Семёнова, nascuda el 9 de març de 1952) és una jugadora de bàsquet soviètica i letona retirada.

## Biografia
Tenia una alçada estimada d'entre 2,08 i 2,13 m, deguda a una malaltia anomenada acromegàlia, provocada per l'excés de somatotropa. Va ser la jugadora de bàsquet femenina líder al món durant la dècada de 1970 i la dècada de 1980. Amb una talla de peu 58, se la coneixia per tenir els peus més grans del bàsquet femení. Durant gairebé tota la seva carrera professional, va jugar al TTT Riga, amb el qual va guanyar 15 campionats amb la selecció de la Unió Soviètica i 15 vegades la lliga soviètica. Semiónova també va ser molt dominant en el joc internacional, guanyant dues medalles d'or olímpiques mentre va jugar a l'URSS (Montreal 1976 i Moscou 1980) i mai va perdre un partit en competició internacional oficial. És la jugadora que més medalles ha aconseguit en campionats d'Europa.
Va ser guardonada amb l'Orde de la Bandera Roja del Treball el 1976, i el 1993 es va convertir en la primera dona no nord-americana consagrada al Basketball Hall of Fame. Va ser membre inaugural del Women's Basketball Hall of Fame a la classe del 1999. El 2007 va ser consagrada a la Saló de la Fama de la FIBA. Semiónova va rebre el premi "Contribucions a tota la vida a l'esport" durant la cerimònia de premis de l'esport letó 2007.

## Palmarès
Selecció soviètica
- 2 medalles d'or als Jocs Olímpics d'Estiu de Munich 1976 i Moscou 1980
- 3 medalla d'or al Campionat del Món de bàsquet femení: 1971, 1975, 1983
- 10 medalles d'or al Campionat d'Europa de bàsquet femení: 1968, 1970, 1972, 1974, 1976, 1978, 1980, 1981, 1983, 1985

Clubs
- 11 Eurolligues femenines: 1968, 1969, 1970, 1971, 1972, 1973, 1974, 1975, 1977, 1981, 1982
- 1 Copa Ronchetti: 1987
- 15 Lligues soviètiques: 1968, 1969, 1970, 1971, 1972, 1973, 1975, 1976, 1977, 1979, 1980, 1981, 1982, 1983, 1984